# Порт Александер (Аљаска)
Порт Александер (енгл. Port Alexander) град је у америчкој савезној држави Аљаска.

## Демографија
По попису из 2010. године број становника је 52, што је 29 (-35,8%) становника мање него 2000. године.
| Група             | 2000.      | 2010.      |
| Белци             | 64 (79,0%) | 46 (88,5%) |
| Афроамериканци    | 0 (0,0%)   | 0 (0,0%)   |
| Азијати           | 0 (0,0%)   | 2 (3,8%)   |
| Хиспаноамериканци | 4 (4,9%)   | 1 (1,9%)   |
| Укупно            | 81         | 52         |